# Commiphora ornifolia
Commiphora ornifolia là một loài thực vật có hoa trong họ Burseraceae. Loài này được (Balf.f.) J.B.Gillett mô tả khoa học đầu tiên năm 1980.